# Estheria intermedia
Estheria intermedia är en tvåvingeart som beskrevs av Lahiri 2003. Estheria intermedia ingår i släktet Estheria och familjen parasitflugor.
Artens utbredningsområde är West Bengal (Indien). Inga underarter finns listade i Catalogue of Life.